# Catopyrops
Catopyrops is een geslacht van vlinders uit de familie van de Lycaenidae, uit de onderfamilie van de Polyommatinae.

## Soorten
- C. ancyra (Felder, 1860)
- C. florinda (Butler, 1877)
- C. holtra Parsons, 1986
- C. keiria (Druce, 1891)
- C. kokopona (Ribbe, 1899)
- C. nebulosa (Druce, 1892)
- C. rita (Grose-Smith, 1895)
- C. zyx Parsons, 1986